# Novo Lino
Pour les articles homonymes, voir Lino.
Novo Lino est une municipalité brésilienne dans l'État de l'Alagoas.